# Kyle Alessandro
Kyle Alessandro Helgesen Villalobos, född 10 mars 2006 i Levanger, är en norsk sångare och låtskrivare. Han representerade Norge i Eurovision Song Contest 2025 med låten "Lighter" som han skrivit tillsammans med Adam Woods. I finalen slutade bidraget på en 18:e plats.